# Mikroregion Rio Vermelho
Die Mikroregion Rio Vermelho war eine vom Instituto Brasileiro de Geografia e Estatística (IBGE) für interne geostatistische Zwecke von 1989 bis 2017 festgelegte Mikroregion. Sie war eine von insgesamt 18 Mikroregionen des Bundesstaates Goiás im Mittelwesten von Brasilien. Sie gehörte zur Mesoregion Nordwest-Goiás. Namenspate ist der Rio Vermelho, der beginnend im Südosten bei Goiás Velho die gesamte Region in der Mitte nach Nordwest durchfließt und an der Nordwestgrenze in den Rio Araguaia mündet. Die Mikroregion gehört nicht zu den Verwaltungseinheiten Brasiliens und wurde 2017 durch eine andere regionale Einteilung abgelöst.
Die wichtigste Stadt ist Goiás Velho, bis 1937 die vormalige Hauptstadt von Goiás. Wegen ihres historischen Zentrums mit vielen barocken Bauten aus dem 18. Jahrhundert wurde die Stadt 2002 in die UNESCO-Weltkulturerbeliste aufgenommen.
Im Südosten wird die Landschaft von der Serra Dourada geprägt. Ihre höchste Erhebung liegt im Süden von Goiás Velho mit 1056 m. Nordwestlich dieses Gebirgszuges erstreckt sich die leicht hügelige Rio Araguaia-Ebene mit dem tiefsten Punkt der Region von 286 m bei Aruanã.

## Geographische Lage

### Umliegende Mikro- und Mesoregionen
Die Mikroregion Rio Vermelho grenzte an die Mikroregionen (Mesoregionen):
- Im Norden an São Miguel do Araguaia (Nordwest-Goiás)
- Im Osten an Mikroregion Ceres und an Anápolis (Zentral-Goiás)
- Im Südosten an Anicuns (Zentral-Goiás)
- Im Süden an Iporá (Zentral-Goiás)
- Im Südwesten an Aragarças (Nordwest-Goiás)
- Im Nordwesten an Médio Araguaia (Nordost Mato Grosso)

Siehe auch Tabelle der Meso- und Mikroregionen in Goiás.

### Gemeinden
Zur Mikroregion Rio Vermelho gehörten die folgenden neun Gemeinden mit 46 Ortschaften / Siedlungen (port.: distritos, Subdistritos).
| Gemeinde          | Lage | Fläche (km²) | Einwohner | Ortschaften | Anmerkung                                                  |
| ----------------- | ---- | ------------ | --------- | --- | ---------------------------------------------------------- |
| Araguapaz         |      | 2.193,7      | 7.513     | Araguapaz, São José da Fazendinha, Tiririca |                                                            |
| Aruanã            |      | 3.050,3      | 7.506     | Aruanã, Cangas, Palmeiral, Peixe, Santa Cruz | Mündung des Rio Vermelho in den Rio Araguaia; Tourismusort |
| Britânia          |      | 1.461,2      | 5.509     | Britânia, Campo Comprido, Cicerlândia, Colorado |                                                            |
| Faina             |      | 1.944,9      | 6.980     | Jeroaquara, Caiçara, Faina |                                                            |
| Goiás Velho       |      | 3.108,0      | 24.745    | Antônio Caetano, Areias, Buenolândia, Calcilândia, Davidópolis, Ferreiro, Goiás Velho, São João, São José da Bela Vista, São José da Lajinha, Uvá   | Alte Kolonialstadt und UNESCO-Weltkulturerbe               |
| Itapirapuã        |      | 2.043,7      | 7.851     | Cruzeiro, Itapirapuã, Jacilândia, Trevânia |                                                            |
| Jussara           |      | 4.092,5      | 19.086    | Betânia, Campo Alegre, Canadá, Cesário, Comendador Marchesi, Jussara, Juscelândia, Marechal Rondon, Mosquito, São Sebastião do Rio Claro, Vila Nova |                                                            |
| Matrinchã         |      | 1.150,9      | 4.414     | Baunilha, Lua Nova, Matrinchã, Santa Rita |                                                            |
| Santa Fé de Goiás |      | 1.160,8      | 4.768     | Santa Fé de Goiás |                                                            |
| Total:            |      | 20.206,0     | 88.372    | |                                                            |

## Wirtschaft
Die Wirtschaft ist überwiegend durch die Landwirtschaft geprägt. Der industrielle Sektor besteht vorwiegend aus Kleinbetrieben.

### Tabelle: PIB nach Gemeinden in Rio Vermelho, 2007
Nachstehende Tabelle zeigt das Bruttoinlandsprodukt (BIP) in jeweiligen Preisen für die drei Wirtschaftssektoren, PIB total und Rang der Gemeinden in Goiás, Bevölkerung und BIP pro Kopf für 2007 (in Tausend R$).
| Gemeinde            | Land- wirtschaft | Industrie | Dienst- leistung | Subtotal | Steuern | PIB total | Rang | Bevölkerung | PIB pro Kopf (R$) |
| ------------------- | ---------------- | --------- | ---------------- | -------- | ------- | --------- | ---- | ----------- | ----------------- |
| Araguapaz           | 18.486           | 3.244     | 23.357           | 45.087   | 2.401   | 47.489    | 137  | 7.482       | 6.347             |
| Aruanã              | 22.183           | 4.540     | 28.238           | 54.961   | 2.795   | 57.756    | 117  | 6.476       | 8.919             |
| Britânia            | 13.901           | 2.985     | 21.117           | 38.003   | 2.281   | 40.284    | 145  | 5.073       | 7.941             |
| Faina               | 20.300           | 8.118     | 22.688           | 51.106   | 2.723   | 53.830    | 126  | 6.918       | 7.781             |
| Goiás Velho         | 40.271           | 43.033    | 104.052          | 187.356  | 13.015  | 200.371   | 49   | 24.472      | 8.188             |
| Itapirapuã          | 28.935           | 5.718     | 30.977           | 65.629   | 2.562   | 68.192    | 105  | 8.208       | 8.308             |
| Jussara             | 46.295           | 13.386    | 93.839           | 153.521  | 10.431  | 163.952   | 62   | 18.814      | 8.714             |
| Matrinchã           | 13.097           | 2.862     | 16.527           | 32.486   | 1.620   | 34.106    | 157  | 4.325       | 7.886             |
| Santa Fé de Goiás   | 19.702           | 30.152    | 23.468           | 73.323   | 6.533   | 79.856    | 93   | 4.594       | 17.383            |
| TOTAL: Rio Vermelho | 223.170          | 114.038   | 364.263          | 701.471  | 44.361  | '745.832  |      | 86.362      | 8.636             |

### Landwirtschaft
Die Agrarwirtschaft in der Rio Vermelho ist stark geprägt durch
- Ackerbau
- Viehzucht

Im Ackerbau wird vor allem Mais, Maniok sowie Reis angebaut mit einem Anteil an der gesamtbrasilianischen Produktion von zirka 0,4 %, 5,3 % respektive 3,6 %. In geringerem Masse angebaut werden Soja und Bohnen. Der Anbau von Ananas im Jahr 2008 erreichte etwa 1,6 % der gesamten brasilianischen Ananasproduktion.

#### Tabelle: Ernte-Ertrag nach Gemeinden in Rio Vermelho, 2008
| Gemeinde            | Ananas (Stück) | Baumwolle (t) | Bohnen (t) | Mais (t) | Maniok (t) | Wasser- melonen (t) | Reis (t) | Soja (t) | Sorghum- hirsen (t) |
| ------------------- | -------------- | ------------- | ---------- | -------- | ---------- | ------------------- | -------- | -------- | ------------------- |
| Araguapaz           | 150.000        |               |            | 1.680    | 4.200      |                     | 400      |          |                     |
| Aruanã              |                |               | 1.120      |          | 700        |                     | 500      | 2.380    |                     |
| Britânia            |                |               | 840        |          | 840        | 400                 | 260      |          |                     |
| Faina               | 250.000        |               |            | 2.465    | 1.120      |                     | 1.100    |          |                     |
| Goiás Velho         |                |               | 225        | 9.275    | 1.800      |                     | 5.000    | 1.000    |                     |
| Itapirapuã          |                |               |            | 2.240    | 1.960      |                     | 600      |          |                     |
| Jussara             | 375.000        | 3.000         | 3.300      |          | 3.200      |                     | 400      | 1.250    |                     |
| Matrinchã           |                |               |            | 336      | 1.820      |                     | 500      | 1.134    | 200                 |
| Santa Fé de Goiás   |                | 1.175         |            | 300      | 2.100      | 200                 | 304      | 625      |                     |
| TOTAL: Rio Vermelho | 775.000        | 4.175         | 3.525      | 18.256   | 17.740     | 600                 | 9.064    | 6.389    | 200                 |

## Touristische Ziele
- Goiás Velho
- Aruanã
- Naturschutzgebiet Serra Dourada bei Goiás Velho